# Йизерские горы
Йизерские горы, И́зерские горы (чеш. Jizerské hory; пол. Góry Izerskie; нем. Isergebirge) — горный хребет на границе Чехии и Польши, в системе Западных Судет.
Протяжённость хребта составляет около 40 км. Высочайшая вершина — гора Высока-Копа (Wysoka Kopa) (1127 м), расположенная на территории Польши. Йизерские горы являются складчато-глыбовым массивом с крутыми сбросовыми склонами и плосковершинной поверхностью. Сложены преимущественно гранитами и кристаллическими сланцами. На склонах произрастают хвойные леса.

## География
Горный массив простирается от Лужицких гор на северо-западе до Крконошей на юго-востоке. В Йизерских горах берут начало реки Йизера, Квиса и Лужицкая Нейсе.
Южная часть гор в основном состоит из гранита, тогда как на севере преобладают гнейсы и слюдяные сланцы, с участками, образованными из базальта.
Климатические условия в этом регионе характеризуются повышенными осадками. Так, 30 июля 1897 года на метеостанции Нова-Лоука была зафиксирована рекордная для Европы суточная норма осадков — 345,1 мм.

## История
Первые поселения в этом регионе относятся к доисторическим временам. Позже здесь в долинах жили кельты и германские племена, которые покинули территорию в V веке, уступив место славянам. С X века граница между Польшей и Богемией (ныне Чехия) проходила по этим горам. После распада Польши на мелкие княжества польская часть гор оказалась в составе княжеств Силезия, Легница, Явор и Львувек. В 1281 году князь Бернард Светлый из династии Пястов передал часть Йизерских гор рыцарям-госпитальерам из Стшегома. В XIV веке сюда пришли немецкоязычные переселенцы, начавшие вырубку густых первобытных лесов и создание постоянных поселений. В XVI веке были основаны стекольные мастерские, что оказало значительное влияние на экосистему: древние леса постепенно заменялись быстрорастущими еловыми монокультурами. Важными отраслями экономики стали также добыча олова, металлургия и текстильное производство. Табуловый камень (Тафельштайн, 1072 м) на северной оконечности горы Смрк обозначал границу между владениями графов Галласов из Фридланда (Богемия), рода фон Гершдорф из Мефферсдорфа (Унеице, ныне часть Побиедна), Верхняя Лужица и графов Шаффготшей из Шклярска-Порембы, Нижняя Силезия.
После поражения нацистской Германии во Второй мировой войне в 1945 году северная часть Йизерских гор снова отошла Польше, а южная — Чехословакии. Немецкое население было выселено в соответствии с Потсдамским соглашением, и его заменили поляки на польской стороне и чехи на стороне Чехословакии. Экосистема региона пострадала из-за выбросов от угольных электростанций, расположенных в бассейне Циттау, который считался частью экологического Черного треугольника Европы. Ослабленные еловые леса, более уязвимые перед паразитами, оказались на грани исчезновения. Высокогорные районы, когда-то густо покрытые лесом, стали в основном безлесными, частично из-за чрезмерной вырубки. В ландшафте появились новые дороги.
Улучшения начались только после падения коммунизма в 1989 году. В Восточной Германии были закрыты угольные шахты открытого типа и несколько крупных электростанций. На мощной электростанции Туров в Богатыне, на польской стороне Лужицкой Нейсе, установили фильтры для сокращения выбросов. Одновременно стартовали масштабные проекты по восстановлению лесов.

## Туризм
Йизерские горы привлекают любителей зимних видов спорта, велоспорта и пешего туризма. Центром для горнолыжного спорта и лыжных прогулок является городок Бедржихов. Здесь проходят международные соревнования по лыжным гонкам — Йизера 50 и Бег Пястов (в Поляне Якушицкой). Летний вариант этих соревнований для горных велосипедов (MTB) также набирает популярность.
Горные поселения включают такие города, как Либерец, Фридлант в Чехии, Нове-Место-под-Смркем, Сверадув-Здруй, Шклярска-Поремба, Десна, Тануальд и Яблонец-над-Нисоу.

## Защита природы
Обширные территории Йизерских гор находятся под охраной. В меньшей по площади польской части расположены охраняемые торфяники в долине Йизеры, включенные в заповедник площадью около 5 км² — Резерват Торфовиска Долины Изеры. В чешской части Йизерские горы охватывает охраняемая ландшафтная область (CHKO Jizerské hory), площадью 368 км², что почти полностью покрывает чешскую часть горного массива. В рамках этой охранной территории создано несколько природных резерватов, в том числе парк тёмного неба Йизеры (Rašeliniště Jizery), предназначенный для наблюдения за звездами